# Beverley Mitchell
Beverley Ann Mitchell (Arcadia, 22 gennaio 1981) è un'attrice statunitense.
È nota per il suo ruolo di Lucy Camden KinKirk nella serie televisiva Settimo Cielo.

## Biografia

### Carriera
Apparsa per la prima volta in TV nel 1990 nella serie Big Brother Jake solo nel 1996 ha però interpretato un ruolo importante nel film Il corvo 2. Poco tempo dopo è stata selezionata per la parte di Lucy Camden che interpreta fino all'undicesima ed ultima stagione (conclusasi nel 2007).

### Vita privata
Beverley si è diplomata nel 1999. Oltre che lavorare come attrice, studia cinematografia alla Loyola Marymount University. Partecipa sempre attivamente alla RADD Kids e KMART Kids Race Against Drug. Il 1º ottobre 2008 si è sposata a Ravello, in Costiera Amalfitana, con Michael Cameron.
Nel novembre 2012 Beverley annuncia di essere incinta. Il 28 marzo 2013 nasce la figlia, Kenzie Lynn Cameron. Nel 2015 nasce il secondo figlio della coppia, Hutton Michael Cameron, e nel 2020 danno il benvenuto ad un'altra bambina, Mayzel Josehine Cameron.

## Filmografia

### Cinema
- Killing Obsession, regia di Paul Leder (1994)
- Il corvo 2 (The Crow: City of Angels), regia di Tim Pope (1996)
- Saw II - La soluzione dell'enigma (Saw II), regia di Darren Lynn Bousman (2005)
- Extreme Movie, regia di Andrew Jacobson e Adam Jay Epstein (2008)
- Il guinness dei pupazzi di neve (Snowmen), regia di Robert Kirbyson (2010)
- The Lost Episode, regia di Michael Rooker (2012)
- Zeus - Una Pasqua da cani (The Dog Who Saved Easter), regia di Sean Olson (2014)
- Toxin, regia di Jason Dudek (2015)
- Broken: A Musical, regia di Brandon Cano-Errecart e Nancy Criss (2015)
- Taken Too Far, regia di Paul Lynch (2017)
- Dance Baby Dance, regia di Stephen Kogon (2018)
- Blood Pageant, regia di Harvey Lowry, Chris Gilmore ed Anthony J. Sands (2021)
- Uploaded, regia di Ethan Black e Kamran Delan (2021)

### Televisione
- Children of the Bride - film TV, regia di Jonathan Sanger (1990)
- I figli della sposa (Baby of the Bride) - film TV, regia di Bill Bixby (1991)
- Sinatra - serie TV, 4 episodi (1992)
- In viaggio nel tempo (Quantum Leap) - serie TV, episodio 5x5 (1992)
- Mother of the Bride - film TV, regia di Charles Correll (1993)
- Phenom - serie TV, episodi 1x10 e 1x11 (1993)
- Melrose Place - serie TV, 3x6 (1994)
- White Dwarf - film TV, regia di Peter Markle (1995)
- Baywatch - serie TV, episodio 6x3 (1995)
- Settimo cielo (7th Heaven) - serie TV, 242 episodi (1996-2007)
- The Faculty - serie TV, episodio 1x5 (1996)
- Dragster Girls (Right on Track), regia di Duwayne Dunham – film TV (2003)
- I Know What I Saw - film TV, regia di George Mendeluk (2007)
- La vita segreta di una teenager americana (The Secret Life of the American Teenager) - serie TV, 28 episodi (2011-2013)
- Il perfetto regalo di Natale (A Gift Wrapped Christmas) - film TV, regia di Lee Friedlander (2015)
- Get Out Alive - film TV, regia di George Erschbamer (2016)
- Hollywood Darlings - serie TV, 16 episodi (2017-2018)
- Taken Too Far, regia di Paul Lynch - film TV (2017)
- La tradizione del Natale (Hometown Christmas), regia di Emily Moss Wilson - film TV (2018)
- Un Natale Rock and Roll (Rock and Roll Christmas), regia di Max McGuire - film TV (2019)
- Un Natale zuccheroso (Candy Cane Christmas), regia di Adrian Langley - film TV (2020)

## Doppiatrici italiane
Nelle versioni in italiano dei suoi film, Beverley Mitchell è stata doppiata da:
- Valentina Mari in Settimo cielo (st. 1-9)
- Domitilla D'Amico in Settimo cielo (st. 10-11)
- Eleonora De Angelis in Saw II - La soluzione dell'enigma
- Francesca Manicone in Il perfetto regalo di Natale
- Gemma Donati in Zeus - Una Pasqua da cani